# Scolopopleura pokana
Scolopopleura pokana är en mångfotingart som först beskrevs av Chamberlin 1927.  Scolopopleura pokana ingår i släktet Scolopopleura och familjen Chelodesmidae. Inga underarter finns listade i Catalogue of Life.